# Капела светог цара Константина и царице Јелене (Мохач)
Капела светог цара Константина и царице Јелене је један од православних храмова Српске православне цркве у Мохачу (мађ. Mohacs). Капела припада Будимској епархији Српске православне цркве.
Капела је посвећена светом цару Константину и царици Јелени.

## Историјат
На српском православном гробљу очувани су надгробни споменици из 18, 19 и 20. века. Ту је и гробљанска капела Св. Равноапостолних цара Константина и царице Јелене.
Подигнута је у првој половини 19. века а освећена 1847. године.
У њој се налазе иконе са иконостаса срушене цркве у Српском Гарчину које су осликане на платну почетком 19. века. 
Капела светог цара Константина и царице Јелене у Мохачу је парохија Архијерејског намесништва мохачког чији је Архијерејски намесник Јереј Зоран Живић. Администратор парохије је протонамесник Јован Бибић.